# Aerodin
Aerodin (engleski: aerodyne, od aero- + grčki δύναμις: sila, snaga) zračna je letjelica teža od zraka, koja se u zraku održava aerodinamičkim uzgonom; u tu se vrstu letjelica ubrajaju avion, hidroplan, helikopter, autogir, zmaj, zračna jedrilica i dr. Najvažniji dio konstrukcije uzgonsko je tijelo posebno oblikovana poprječna presjeka. Opstrujavanjem zraka oko uzgonskoga tijela, razvija se uzgon, koji aerodin diže u zrak. Na zrakoplovu, hidroplanu ili jedrilici krilo je uzgonsko tijelo, na helikopteru ili autogiru lopatica rotora, a na zmaju napeto platno zakrivljena oblika.